# Предпоследний
«Предпоследний» (фр. L'Avant dernier) — чёрно-белый короткометражный фильм Люка Бессона, снятый в 1981 году. Первый фильм в фильмографии режиссёра, на котором во многом основан его полнометражный дебют «Последняя битва» (1983).
В фильме сыграл Жан Рено, а композитором выступил Эрик Серра — с обоими из них Бессон впоследствии многократно сотрудничал.

## Сюжет
Фильм представляет собой небольшую драму без слов, разворачивающуюся в постапокалиптическом антураже.
Человек в тёмных очках проникает в жилище другого человека и при помощи зажжённой стрелы сжигает его резиновую женщину. Второй надевает защитный костюм из трубок на руках и ногах, а также массивного шлема с трубкой, берёт щит и самодельное копьё и отправляется на поиски первого. Он проходит по разрушенному городу, кругом обломки стен и завалы кирпичей. Наконец, он находит первого и вступает с ним в схватку. В схватке оба героя ранят друг друга и едва дышат, однако второму удаётся убить своего обидчика. Он уходит, однако из-за стены неожиданно появляется третий персонаж, он вооружён и его лицо скрыто большим монстрообразным шлемом. Он убивает победителя схватки.

## В ролях
- Пьер Жоливе — человек (L'Homme)
- Жан Рено — человек в тёмных очках (La Brute)
- Фабрис Рош
- Люк Бессон — человек в шлеме (не указан в титрах)

## Съёмочная группа
- Продюсер — Люк Бессон
- Режиссёр — Люк Бессон
- Сценарист — Люк Бессон, Пьер Жоливе
- Оператор — Карло Варини
- Композитор — Эрик Серра